# 275
| [ Edytuj tabelę ] |                                    |
| Król Aksum        | - 270 Endubis 300                  |
| Cesarz Chin       | - 265 Sima Yan 290                 |
| Władca Korei      | - 270 Sŏch’ŏn 292                  |
| Papież            | - 275 Eutychian 283                |
| Król Persji       | - 273 Bahram I 276                 |
| Cesarz Rzymu      | - 270 Aurelian 275 - 275 Tacyt 276 |

Rok 275 / CCLXXV
stulecia: II wiek ~
III wiek ~
IV wiek

lata: 265 «
270 «
271 «
272 «
273 «
274 «
275
» 276
» 277
» 278
» 279
» 280
» 285

## Wydarzenia
- 4 stycznia – Eutychian został papieżem.
- Jesień – po śmierci cesarza Aureliana Alamanowie i inne plemiona germańskie przekroczyły Ren i spustoszyły Galię.
- 25 września – Tacyt został ogłoszony przez senat rzymskim imperatorem.
- Goci i Alanowie zajęli Azję Mniejszą.

## Zmarli
- Aurelian, cesarz rzymski, zamordowany przez spiskowców (ur. 214)